# Impatiens uralensis
Impatiens uralensis är en balsaminväxtart som beskrevs av A. Skvorts. Impatiens uralensis ingår i släktet balsaminer, och familjen balsaminväxter. Inga underarter finns listade i Catalogue of Life.